# Бока
Бо̀ка (на италиански и на пиемонтски: Boca) е село и община в Северна Италия, провинция Новара, регион Пиемонт. Разположено е на 389 m надморска височина. Населението на общината е 1225 души (към 2010 г.).